# 2012년 하계 올림픽 팔레스타인 선수단
2012년 하계 올림픽 팔레스타인 선수단은 영국 런던에서 열린 2012년 하계 올림픽에 참가한 올림픽 팔레스타인 선수단이다.

## 메달 획득 현황

### 종류별 메달 획득 현황
| 종목 | 1 | 2 | 3 | 합계 |
| 합계 | 0 | 0 | 0 | 0    |

## 같이 보기
- 올림픽 팔레스타인 선수단